# Orthotrichum macrocephalum
Orthotrichum macrocephalum är en bladmossart som beskrevs av F. Lara, Garilleti och Vicente Mazimpaka 1994. Orthotrichum macrocephalum ingår i släktet hättemossor, och familjen Orthotrichaceae. Inga underarter finns listade i Catalogue of Life.